# Správní obvod obce s rozšířenou působností Trhové Sviny
Správní obvod obce s rozšířenou působností Trhové Sviny je od 1. ledna 2003 jedním ze tří správních obvodů rozšířené působnosti obcí v okrese České Budějovice v Jihočeském kraji. Čítá 16 obcí. Města Trhové Sviny a Nové Hrady jsou obcemi s pověřeným obecním úřadem.
Správním střediskem regionu je město Trhové Sviny, dalšími městy jsou Nové Hrady a Borovany. Do regionu zasahují Novohradské hory, nejdelším vodním tokem je řeka Stropnice a Svinenský potok.

## Seznam obcí
Poznámka: Města jsou vyznačena tučně.
- Borovany
- Čížkrajice
- Horní Stropnice
- Hranice
- Jílovice
- Kamenná
- Ločenice
- Mladošovice
- Nové Hrady
- Olešnice
- Ostrolovský Újezd
- Petříkov
- Slavče
- Svatý Jan nad Malší
- Trhové Sviny
- Žár

## Obyvatelstvo
| Rok  | Obyv.  | ± %    |
| ---- | ------ | ------ |
| 1869 | 30 224 | —      |
| 1880 | 31 496 | +4,2 % |
| 1890 | 31 384 | −0,4 % |
| 1900 | 31 672 | +0,9 % |
| 1910 | 31 648 | −0,1 % |

| Rok  | Obyv.  | ± %     |
| ---- | ------ | ------- |
| 1921 | 29 816 | −5,8 %  |
| 1930 | 27 390 | −8,1 %  |
| 1950 | 17 640 | −35,6 % |
| 1961 | 18 491 | +4,8 %  |
| 1970 | 17 040 | −7,8 %  |

| Rok  | Obyv.  | ± %    |
| ---- | ------ | ------ |
| 1980 | 16 883 | −0,9 % |
| 1991 | 16 871 | −0,1 % |
| 2001 | 17 119 | +1,5 % |
| 2011 | 18 250 | +6,6 % |
| 2021 | 18 925 | +3,7 % |